# Sheerness
Sheerness (pronunțat /ˈʃɪərnɪs/) este un oraș și un port important, situat în comitatul Kent, regiunea South East, Anglia, pe Insula Sheppey. Orașul se află în districtul Swale.